# Matej Edeški
Matej Edeški (armensko Մատթէոս Ուռհայեցի, romanizirano Mattēos Uṙhayeci)  je bil armenski kronist iz Edese, ki je ustvarjal v 12. stoletju, * konec 11. stoletja, † 1144. 
Matej je bil opat Rdečega samostana (armensko Kamir Vank) pri Kejsunu vzhodno od Maraša (Germanika), nekdanjega sedeža Baldvina Boulonskega. Batej veliko pripoveduje o Bagratidski Armeniji, prvi križarski vojni in bitkah med Bizantinci in Arabci za dele severne Sirije in vzhodne Anatolije.

## Biografija
Matej je bil rojen v Edesi v drugi polovici 11. stoletja in bil vernik Armenske apostolske cerkve. Bil je odločen nasprotnik tako grške kot latinske cerkve. Matej je bil še posebej nenaklonjen frankovskim naseljencem, katerih pohlepno in oblastno vladavino ter nehvaležnost je obsojal v svojem delu. Matej je bil verjetno ubit leta 1144 med obleganjem Edese mosulskega atabega Zengija.

## Kronika
Kronika (armensko Ժամանակագրութիւն, Žamanakagrutjun), ki jo je začel pisati verjetno leta 1113 in jo dokončal verjetno pred letom 1140, je dokaj kronološka in zajema  kar dve stoletji. Začne se v drugi polovici 10. stoletja in se konča z Gregorjem Duhovnikom v drugi polovici 12. stoletja. Po mnenju armenskega akademika Levona Hačikjana, je bil eden od Matejevih virov  vardapet Hakob iz samostana Sanahin iz 11. stoletja.
Kronika ostaja edini primarni vir določenih informacij o političnih in cerkvenih dogodkih svojega časa in kraja. Matejevo literarno in zgodovinsko znanje  je bilo omejeno, nekateri njegovi kronološki podatki pa so v sedanji luči sporni. Matej je bil goreč armenski patriot, ki je objokoval mučeništvo svojega ljudstva in poveličeval njegova junaška dejanja. Zaslužen je za zapis dveh pomembnih dokumentov: pisma bizantinskega cesarja Ivana I. Cimiska bagratidskemu kralju Ašotu III., in govora, ki ga je imel izgnani armenski kralj Gagik II. v stolnici Hagija Sofija v Konstantinoplu v prisotnosti cesarja Konstantina X. Dukasa o doktrinarnih razlikah med grško in armensko cerkvijo. 
Po mnenju nekaterih znanstvenikov je bil Matej nestrpen tako do Grkov kot do Latincev. Sodeč po aluzijah, ki jih je kasneje podal Bar Hebreus (Abu l-Faradž), ni bil naklonjen niti Sircem. 

## Prevodi
Kronika Mateja Edeškega (962–1136), ki jo je nadaljeval Gregor Duhovnik, je francoski prevod Matejeve Kronike iz leta 1858. 
Armenija in križarske vojne: deseto do dvanajsto stoletje: Kronika Mateja Edeškega, je angleški prevod izvirnega armenskega  besedila s komentarjem in uvodom Are Edmonda Dostourjana (Belmont, MA: Nacionalno združenje za armenske študije in raziskave, 1993.) 

## Dodatno branje
- MacEvitt, Christopher. The Crusades and the Christian World of the East: Rough Tolerance. Philadelphia: University of Pennsylvania Press, 2008.
- Tara L. Andrews. Mattʿēos Uṙhayecʿi and His Chronicle: History as Apocalypse in a Crossroads of Cultures. BRILL, 2016.